# Dresden (comté de Washington, New York)
Pour les articles homonymes, voir Dresden.
Ne doit pas être confondu avec Dresden (comté de Yates, New York).
Dresden est une ville du comté de Washington, dans l'État de New York, aux États-Unis,. En 2010, elle compte une population de 652 habitants.

## Démographie
Lors du recensement de 2010, la ville comptait une population de 652 habitants, tandis qu'en 2014, elle est estimée à 645 habitants.